# Phyllodromica schelkovnikovi
Phyllodromica schelkovnikovi är en kackerlacksart som först beskrevs av Burr 1913.  Phyllodromica schelkovnikovi ingår i släktet Phyllodromica och familjen småkackerlackor.
Artens utbredningsområde är Azerbajdzjan. Inga underarter finns listade i Catalogue of Life.